# Ify Ibekwe
Ify Ibekwe (ur. 5 października 1989 w Carson) – nigeryjsko-amerykańska koszykarka, olimpijka z Tokio 2020 i mistrzyni Afryki.
Posiada podwójne obywatelstwo nigeryjskie i amerykańskie.

## Kariera reprezentacyjna
Z reprezentacją Nigerii wzięła udział w igrzyskach olimpijskich w Tokio w 2021, gdzie Nigeryjki zajęły 11. miejsce.
Na Mistrzostwach Afryki w Koszykówce 2019 zdobyła złoty medal.